# فریسه‌پالن
فریشپالن (به هلندی: Frieschepalen) یک منطقهٔ مسکونی در هلند است که در اپسترلاند واقع شده‌است. فریشپالن ۱٬۰۱۵ نفر جمعیت دارد.